# الفتح العثماني للحبشة

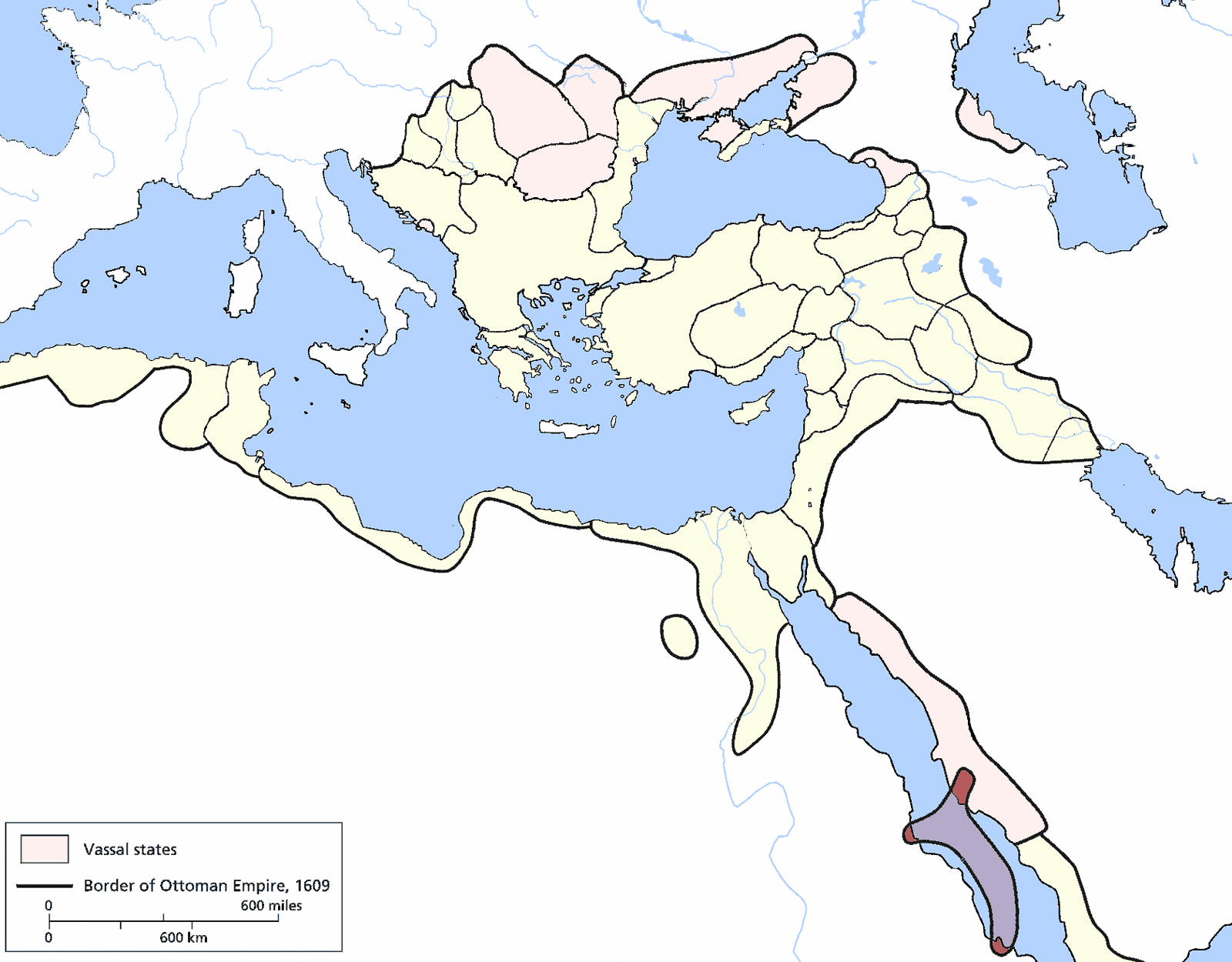
حبش إيالت ، الإمبراطورية العثمانية (1609).

فتحت الدولة العثمانية الحبشة (التي تغطي في الغالب ساحل إريتريا الحديثة) ابتداءً من عام 1557، عندما استولى أوزديمير باشا على مدينة ميناء مصوع والمدينة المجاورة حرقيقو، حتى مع دباروا، التي كانت عاصمة الحاكم المحلي بحر نقوس يشق (حاكم مدري بحري). لقد أديرت هذه المنطقة باسم إيالة الحبشة. في عام 1560، ثار يشق، بسبب خيبة أمل من إمبراطور إثيوبيا الجديد، بدعم من العثمانيين لكنه تعهد بالدعم مرة أخرى حين تتويج الإمبراطور سارسا دينجيل. ومع ذلك، بعد فترة ليست بالطويلة، ثار يشق مرة أخرى بدعم من العثمانيين لكنه هُزم مرة واحدة وإلى الأبد في عام 1578، كان كيفل ملك مصوع، تاركًا للعثمانيين نفوذًا على مصوع وحرقيقو وبعض المناطق الساحلية المجاورة، والتي سرعان ما انتقلت إلى سيطرة ناواب (نواب) من شعب البجا.

## الخلفية
كان إعلان إيالة الحبشة عام 1554 (مع أن احتلال الأراضي لم يبدأ حتى عام 1557) قد سبقته أجيال من الصراع بين العثمانيين، الذين كانوا مهتمين بالأناضول وأوروبا الشرقية، والبرتغاليين، الذين كانوا يمثلون الاحتلال الغربي في البحر الأحمر والمحيط الهندي آنذاك. أدى الفتح العثماني لمصر عام 1517 إلى اندلاع صراع مباشر بين القوتين. وفي محاولة لاحتكار تجارة التوابل من آسيا إلى أوروبا، قام البرتغاليون، بقيادة الحاكم المعين حديثًا ألفونسو دي ألبوكيرك، «بحص[ا]ر مدخل البحر الأحمر والخليج [العربي]»، وقاموا بمحاولة فاشلة لاحتلال هرمز.
كانت تجارة التوابل موجودة في أوائل القرن السادس عشر قبل الفتوحات العثمانية للدول الإسلامية، لكن البرتغال كانت قادرة على القيام بها حول أفريقيا إلى أوروبا الغربية. ومع سيطرة العثمانيين على مصر، استمرت البرتغال في حكم البحار لعدة عقود. لم تبدأ قبضة البرتغاليين في التراجع حتى الفتح العثماني لعدن عام 1538، مما أدى إلى صراع مباشر بين القوتين، وإحياء تجارة التوابل في البحر الأحمر، وهو ما سمح للعثمانيين بالتأثير على البحر الأحمر.
جاء الاشتباك الأول بين العثمانيين والبرتغاليين في عام 1538، عندما حصل سليمان باشا على 74 سفينة على متنها 3000 رجل ومدافع كبيرة واتهم بالاستيلاء على ديو التي كانت تحت سيطرة البرتغال في الهند. فشل هذا الهجوم الأول، لكن القوات العثمانية بقيادة سليمان باشا تمكنت من تحقيق نصر حاسم في عدن في وقت لاحق من ذلك العام في أكبر محاولة بحرية قام بها العثمانيون في الحرب. كانت عدن، الواقعة في اليمن على المحيط الهندي، ولا تزال ميناء رئيسيًا في المنطقة لنقل البضائع المتجهة إلى المشرق والبحر الأحمر. كان الفتح العثماني بمثابة ضربة كبيرة للحصار البرتغالي. فشلت الهجمات اللاحقة من قبل كل من العثمانيين والبرتغاليين في تحقيق أي ميزة؛ لم يكن العثمانيون قادرين على شن حملة كبيرة ثانية حتى عام 1552، عندما حاولوا الاستيلاء على هرمز بـ25 قادسًا و4 جاليون و850 رجلًا، حيص هُزموا في النهاية.
كافح كلا الجانبين تحت وطأة هذه الحرب، التي نُفِّذت على مساحة كبيرة كهذه (وأرهقت موارد البرتغال الصغيرة)، مما أدى إلى نهاية حملةٍ واسعة النطاق. كان المواجهة الأخيرة، وربما «المواجهة البحرية الخطيرة في المحيط الهندي» قد وقعت في 1554. وفي العام التالي تم إعلان إيالة إيالة الأحساء وإيالة الحبشة، مع تكليف أوزديمير باشا بمهمة فتح الحبشة.
سبقت الأنشطة العثمانية في إثيوبيا غزوهم، فقد أعربوا عن تأييدهم لحملة الإمام أحمد غري (التي بدأت في 1527)، وبعد تحول اتجاه الإمام بعد معركة جارتا في 1542 أرسلت له الدولة العثمانية المساعدات التي كانت في أمس الحاجة إليها في شكل matchlockmen إلى عدل في وقت كانت فيه الأسلحة النارية في المنطقة نادرة: 10 مدافع مع رجال المدفعية، بالإضافة إلى 900 مسلح عام 1542. أدى هذا الدعم إلى تدمير كل القوات البرتغالية تقريبًا تحت قيادة كريستوفاو دا غاما، ولولا رفض أحمد غري هذه التعزيزات بعد فترة وجيزة، فإنها ربما ساعدته على الانتصار في معركة واينا داجا الحاسمة.

## الفتح
غزا العثمانيون مملكة مدري بحري، التي تُعرف الآن بإريتريا الحديثة، في عام 1557 بقوة قوامها ربما 1400 إلى 1500 تحت قيادة أوزديمير باشا. في البداية استولوا على مصوع وحرقيقو، ثم انتقلوا إلى الداخل واحتلوا العاصمة الإقليمية دباروا، حيث «أسس حصنًا [...]» بجدار طويل وبرج عالٍ جدًا... مليء بأواني الذهب والفضة الثمينة الحجارة، وغيرها من الأشياء الثمينة التي تم الحصول عليها عن طريق النهب، والاستخراج على التجارة، وفرض ضريبة الرؤوس على السكان المحليين. كما تم بناء حصن في حرقيقو. كان لا بد من التخلي عن بناء حصن مخطط له في مصوع بسبب نقص مواد البناء المناسبة. ثم سلمت دباروا إلى نبيلة محلية هي Ga'éwah، أخت حمات أحمد غري. وفقًا لجنكيز أورهونلو، كان القصد من دباروا أن تكون «قاعدة اختراق [...] إثيوبيا»، ولكن كان لا بد من التخلي عنها لعدة أسباب. الأكثر أهمية هو أن القوات الغازية قد نفدت مؤنتها، وأن خزانات المياه التي حفروها قد جفت. أخيرًا، أبدى السكان المحليون، الذين «بدأوا في الحصول على الأسلحة النارية»، مقاومة شرسة. ونتيجة لذلك، تخلت القوات العثمانية عن الحصن وتراجعت إلى مصوع، لكنها تعرضت للهجوم والهزيمة من قبل الفلاحين المحليين الذين «استولوا على جميع ممتلكاتهم».
غير العثمانيون في هذه المرحلة التكتيكات، واختاروا تحريض الحكام الإثيوبيين ضد بعضهم البعض من أجل تحقيق غزوهم، بدلًا من الغزو من جانب واحد. لقد استخدموا نفس التكتيك في وقت سابق في البلقان عن طريق استيعاب الكيانات المحلية من خلال الحكام المحليين بسبب نقص القوى العاملة (هنا بسبب طبيعتها المحيطية ومشاكلها مع الصفويين وفي البحر الأبيض المتوسط) بدلًا من الغزو المباشر. كان لبحر نقوس يشق علاقات سيئة مع الإمبراطور ميناس، الذي كان قد تولى العرش للتو، لذلك فقد ثار في 1561 ضد ميناس، لكن في العام التالي هزم في معركة. ثم هرب يشق إلى العثمانيين ووعدهم بالتنازل عن دباروا ومصوع وحرقيقو وكل الأراضي الواقعة بينهما مقابل مساعدتهم. توصل يشق والإمبراطور لاحقًا إلى اتفاق سلام، وانسحب العثمانيون من دباروا عام 1572، التي احتلها يشق بسرعة، لكنه أعادها إلى العثمانيين نتيجة للاتفاق السابق.
أثار هذا الأمر غضب سارسا دينجيل، خليفة ميناس كإمبراطور، حيث حملة ضد يشق في عام 1576، وهزم تحالفًا من العثمانيين، وبحر نقوس، وأمير هرار عام 1579، أسفر عن مقتل قادتهم. ثم استعاد الإمبراطور سارسا دينجيل دباروا، التي استسلمت له وتم استيعاب بعض جنودها في الجيش. وفقًا لمصادر عثمانية، استولت القوة على حرقيقو وتمكنت من تدمير حصن مصوع وكذلك قتل 40 من مدافعيها المائة، مع فشلها في الاستيلاء على المدينة. نتيجة لذلك، تم إرسال 100 فارس و100 فارس إلى مصوع من مصر. نظرًا لأهمية دباروا كنقطة انطلاق لغزو بقية إثيوبيا، كان زيادة التقدم العثماني في المدينة أمرًا لا مفر منه. تم تعزيز مصوع بـ300 فارس مسكيتي و100 فارس و10 مدافع و10 مدافع كبيرة و5 بناة لإصلاح الحصن، كلهم من مصر. استخدم العثمانيون مرة أخرى تكتيكهم السابق للقتال مع القادة المحليين، وعينوا رجل يدعى ود عزم كبحر نقوس، وفي عام 1588 انتقلوا إلى الداخل حيث هزمهم أمير محلي. انزعج الإمبراطور سارسا دينجيل من التوسع العثماني، ورد بهجوم على حرقيقو عام 1589 والذي فشل في الاستيلاء على الحصن.

## نهاية التوسع
ومع دورها المحوري في السيطرة على البحر الأحمر، إلا أن الحبشة ككل كانت أقل أهمية من البحر الأبيض المتوسط أو الحدود الشرقية مع الصفويين الفرس. وبعد وفاة أوزدمير باشا، تم عكس الكثير من الفتوحات العثمانية، كما قللت الثورة اليمنية في العامين 1569 و1570 من أهمية الحبشة. واعترافًا بصعوبة توسيع أراضيها والمكاسب الضئيلة من النجاح، تم وضع الحبشة في عام 1591 تحت سلطة نيب محلي، أو نائب، من البجا الذي كان من المقرر أن يدفع جزية سنوية للعثمانيين، مع بقاء حامية عثمانية صغيرة في مصوع.
تميزت العلاقات الأخرى بين الإمبراطور الإثيوبي والنائب العثماني بفترات من السلام النسبي وغيرها من المواجهات. حدث أول صراع كبير في عام 1615، في عهد الإمبراطور الإثيوبي سوسينيوس الأول المتأثر بالبرتغال (تحول لاحقًا إلى الكاثوليكية الرومانية). وفي عهد النائب، كانت الأطراف العثمانية المهاجمة من حامية مصوع تداهم بشكل دوري المناطق النائية المحيطة بالماشية والعبيد وغنائم أخرى. هُزمت إحدى هذه الغارات، مما أغضب باشا مصوع، الذي قرر حجز البضائع في الميناء المخصص للإمبراطور حتى تمت إعادة 62 بندقية من رجاله. نتيجة لذلك، أمر سوسينيوس حاكم المقاطعة الشمالية بقطع النائب عن الإمدادات الإثيوبية، حيث لم يكن لدى إيالة الحبشة أي إمدادات خاصة بها. ومع أن الباشا طلب من رجاله الإذعان في حالة وقوع مثل هذا الحدث قبل مغادرته إلى الحج، فقد تم استبداله بباشا آخر كان قاسيًا. علق سوسينيوس لاحقًا بأنه يمكنه استعادة حرقيقو بسرعة إذا رغب، لكنه لا يستطيع مقاومة الهجمات العثمانية الانتقامية.
ورغم الضعف النسبي لحامية النائب والعثمانيين في المحافظة، إلا أن التهديد بالوجود العثماني الحقيقي والهجوم أبقى المنطقة في مأمن من الهجوم. حتى مع ضعف الحامية العثمانية، استمرت الهجمات مع مداهمة عدد من الجنود والعرب للريف من أجل الماشية في عام 1624. لقد هُزمت هذه الغارة، وتم الاستيلاء على أسلحتها (عدة الأسلحة النارية والسكاكين) واستخدامها ضد الحصن في حرقيقو. ثم منع سوسينيوس مرة أخرى القوافل من إمداد الموانئ من أجل الحصول على شروط أكثر ملاءمة في أي معاهدة مستقبلية.

## السلام والعلاقات اللاحقة
تم أخيرًا التوسط في معاهدة سلام يتم بموجبها إعفاء البضائع للإمبراطور والكنيسة الإثيوبية من الضرائب، ومنح حرية السفر للوكلاء الإمبراطوريين واليسوعيين، وأن لا يشتري العثمانيون سوى العبيد الذين يجلبونهم إلى الميناء عن طريق القوافل؛ كان من المقرر الوفاء بالمعاهدة من قبل خلفاء الحكام أيضًا وتضمنت أحكامًا لخرق المعاهدة. ونتيجةً للسلام والتفوق التكنولوجي للعثمانيين، لم يتم تحصين مصوع بحاميتها العثمانية، بينما تم الدفاع عن حرقيقو بقلعة تحرسها المدفعية.
كانت العلاقات في عهد خليفة سوسينيوس، فاسيليداس، أفضل بشكل ملحوظ. أدى تحول سوسينيوس إلى الكاثوليكية إلى رد فعل عنيف ضد البرتغاليين الكاثوليك. طرد فاسيليداس أو قتل جميع اليسوعيين وأحرق كتبهم، وفي عام 1648 عقد اتفاقات مع باشا مصوع وسواكن لإعدام أي يسوعي يحاول دخول إثيوبيا عبر تلك الموانئ. لم يكن هناك تغيير طفيف في العلاقات الجيدة نسبيًا (رغم التوتر الواضح بسبب النوايا المعاكسة) حتى عهد إياسو الأول في نهاية القرن السابع عشر. لقد صادر النائب الهدايا المخصصة للإمبراطور لقيمتها العالية، وحاول فرض ضريبة عليها. رفض إياسو الدفع، ومنع مقاطعة شمالية من إمداد الإيالة بالطعام تحت وطأة الموت. اضطر النائب إلى إعادة البضائع المكملة بالسجاد من أجل منع المجاعة في الحبشة. وفي التفاعلات اللاحقة في منتصف القرن الثامن عشر، ساد أمر النائب على إياسو الثاني من خلال تهديده بقتل رجال الدين الإثيوبيين المحتجزين في مصوع كرد انتقامي على قطع الطعام.